# Jiří Sýkora
Jiří Sýkora (né le 20 janvier 1995 à Třebíč) est un athlète tchèque, spécialiste des épreuves combinées.

## Biographie
En 2014, il remporte le titre du décathlon lors des Championnats du monde juniors d'Eugene, aux États-Unis, en établissant un nouveau record personnel junior avec 8 135 pts.
Il termine deuxième du décathlon de la Coupe d'Europe des épreuves combinées 2014, première ligue, à Ribeira Brava.
Le 28 mai 2017 à Götzis, il approche d'un point son record personnel à 8 120 points, 11e, derrière notamment Fredrik Samuelsson, 8 172 points qu'il bat ensuite pour remporter devant lui le titre de champion d'Europe espoirs à Bydgoszcz, avec un nouveau total supérieur à huit mille points, mais il n'est pas sélectionné malgré le minima obtenu en mai pour les Championnats du monde à Londres.
Le 6 juillet 2019, il remporte le décathlon de la Première ligue des Championnats d’Europe par équipes en 8 104 points.

## Palmarès
| Date | Compétition                    | Lieu           | Résultat | Épreuve    | Points    |
| ---- | ------------------------------ | -------------- | -------- | ---------- | --------- |
| 2014 | Championnats du monde juniors  | Eugene         | 1er      | Décathlon  | 8 135 pts |
| 2016 | Jeux olympiques                | Rio de Janeiro | 25e      | Décathlon  | 6 230 pts |
| 2017 | Championnats d'Europe espoirs  | Bydgoszcz      | 1er      | Décathlon  | 8 084 pts |
| 2019 | Championnats d'Europe en salle | Glasgow        | 10e      | Heptathlon | 5 016 pts |
| 2021 | Jeux olympiques                | Tokyo          | 17e      | Décathlon  | 7 943 pts |
| 2022 | Championnats du monde          | Eugene         | 13e      | Décathlon  | 8 107 pts |

## Records

### Records personnels
| Épreuve           | Performance   | Lieu           | Date              |
| ----------------- | ------------- | -------------- | ----------------- |
| 100 mètres        | 10 s 86       | Götzis         | 28 mai 2016       |
| Saut en longueur  | 7,98 m        | Eugene         | 22 juillet 2014   |
| Lancer du poids   | 15,22 m       | Plzen          | 10 septembre 2017 |
| Saut en hauteur   | 2,03 m        | Olomouc        | 10 mai 2014       |
| 400 mètres        | 48 s 80       | Ribeira Brava  | 5 juillet 2014    |
| 110 mètres haies  | 14 s 15       | Bydgoszcz      | 16 juillet 2017   |
| Lancer du disque  | 50,67 m       | Hradec Králové | 6 septembre 2017  |
| Saut à la perche  | 4,80 m        | Götzis         | 28 mai 2017       |
| Lancer du javelot | 66,19 m       | Berlin         | 8 août 2018       |
| 1 500 mètres      | 4 min 36 s 47 | Götzis         | 29 mai 2016       |
| Décathlon         | 8 121 pts     | Götzis         | 27 mai 2016       |

| Épreuve          | Performance   | Lieu      | Date             |
| ---------------- | ------------- | --------- | ---------------- |
| 60 mètres        | 6 s 99        | Prague    | 11 février 2017  |
| Saut en longueur | 7,66 m        | Prague    | 13 février 2016  |
| Lancer du poids  | 15,09 m       | Glasgow   | 2 mars 2019      |
| Saut en hauteur  | 2,05 m        | Hustopece | 1er février 2014 |
| 60 mètres haies  | 7 s 95        | Prague    | 10 février 2019  |
| Saut à la perche | 4,90 m        | Belgrade  | 5 mars 2017      |
| 1 000 mètres     | 2 min 47 s 48 | Prague    | 10 février 2019  |
| Heptathlon       | 6 006 pts     | Prague    | 10 février 2019  |